# Phare de Hilbre Island
Le phare de Hilbre Island est un phare situé sur Hilbre Island (en) une île sur la côte nord-ouest de la péninsule de Wirral, dans l'estuaire de la rivière Dee, dans le comté de Merseyside en Angleterre.
Ce phare est géré par la Trinity House Lighthouse Service de Londres, l'organisation de l'aide maritime des côtes de l'Angleterre.

## Histoire
Ce petit phare, point de repère pour l'entrée de l'estuaire de la Dee, a été construit en 1927 par la Mersey Docks and Harbour Company (en). Il a été repris par Trinity House en 1973. Fonctionnant primitivement au gaz acétylène il a été reconverti à l'énergie solaire en 1995.
Identifiant : ARLHS : ENG-223 - Amirauté : A5115 - NGA : 5380 .

### Lien connexe
- Liste des phares en Angleterre